# Ан-Нейади, Султан
Султа́н Аль-Нейа́ди (араб. سلطان النيادي‎, англ. Sultan Saif Muftah Hamad Al Neyadi, род. 23 мая 1981, Эль-Айн, ОАЭ) — астронавт первого набора ОАЭ. Проходил подготовку в составе дублирующего экипажа корабля «Союз МС-15» в качестве участника космического полёта. С 2 марта по 4 сентября 2023 года находился в космическом полёте в качестве специалиста полёта миссии SpaceX Crew-6.

## Биография
Родился 23 мая 1981 года в городе Эль-Айн, ОАЭ.
В 2001 году в Великобритании прошел программу общего образования в области информационных технологий. В 2004 года получил степень бакалавра наук по электронике и средствам связи в Университете Брайтона (University of Brighton) в Великобритании. Получил степень магистра наук по информационной безопасности в компьютерных сетях в государственном исследовательском Университете Гриффит (Griffith University) в Юго-Восточном Квинсленде (South East Queensland) на восточном побережье Австралии. В 2016 году получил степень доктора философии в области защиты информации, защитив диссертацию в том же университете.
Проходил службу в Вооруженных силах ОАЭ в должности инженера сетевой поддержки.

## Космическая подготовка
6 декабря 2017 года был отобран в первый набор астронавтов в Объединенных Арабских Эмиратах. Был одним из девяти кандидатов, направленных на окончательное обследование в Центре подготовки космонавтов имени Ю. А. Гагарина. 3 сентября 2018 года назван одним из двух астронавтов, направленных на подготовку в ЦПК им. Ю. А. Гагарина для подготовки в качестве участника космического полёта на транспортном пилотируемом корабле «Союз МС» на российский сегмент МКС в апреле 2019 года. Однако после аварийного запуска корабля «Союз МС-10» в октябре 2018 года полёт был перенесён на осень 2019 года. Стоимость восьмидневного полёта одного представителя ОАЭ на МКС составляет 40 млн долларов.
В феврале 2019 года в составе условного экипажа вместе с Хазза аль-Мансури принял участие в тренировках по действиям после посадки в лесисто-болотистой местности зимой. Весной 2019 года был включён в состав дублирующего экипажа корабля «Союз МС-15» вместе с космонавтом Сергеем Рыжиковым и астронавтом НАСА Томасом Маршбёрном. Султан Аль-Нейади изучал конструкции корабля «Союз МС» и МКС, работу снаряжения. 25 сентября 2019 года, во время старта ТПК «Союз МС-15», находился на космодроме Байконур в качестве дублёра первого космонавта из ОАЭ Хаззаа Аль-Мансури.
Сразу же после старта ТПК «Союз МС-15» министр высшего образования и передовых технологий, председатель совета директоров космического агентства ОАЭ Ахмад Бельхоул отметил: «Мы планируем развивать свою космическую программу и отправить Султана Аль-Нейади на МКС в ближайшем будущем».
В июле 2022 года назначен в качестве специалиста полёта в состав основного экипажа космического корабля Crew Dragon миссии SpaceX Crew-6 вместе с астронавтами НАСА Стивеном Боуэном, Вуди Хобургом и космонавтом Роскосмоса Андреем Федяевым.

## Полёт
Стартовал 2 марта 2023 года в 5:34 UTC в составе экипажа космического корабля Crew Dragon миссии SpaceX Crew-6 в качестве специалиста полёта к Международной космической станции.
28 апреля 2023 года астронавт Стивен Боуэн и космонавт Султан Аль-Нейади, совершили выход в открытый космос продолжительностью 7 часов 1 минута, они установили на поверхности станции оборудование (S-Band FRG) для последующего развёртывания панелей солнечных батарей iROSA (iROSA 1A и 1B).
3 сентября 2023 года в 14:05 мск корабль Crew Dragon с экипажем миссии Crew-6 отчалил от МКС и 4 сентября 07:17 мск приводнился у побережья штата Флорида.
Статистика
| # | Стартовый корабль         | Старт, UTC        | Экспедиция                  | Корабль посадки | Посадка, UTC      | Налёт                       | Выходы в открытый космос | Время в открытом космосе |
| - | ------------------------- | ----------------- | --------------------------- | --------------- | ----------------- | --------------------------- | ------------------------ | ------------------------ |
| 1 | Crew Dragon SpaceX Crew-6 | 02.03.2023, 05:34 | SpaceX Crew-6, МКС-68/69/70 | SpaceX Crew-6   | 04.09.2023, 04:17 | 185 суток 22 часа 42 минуты | 1                        | 7 часов 1 минута         |

## Семья
Султан Аль-Нейади женат, в семье четверо детей. 